# Molinaseca
Molinaseca est une localité et un municipio (municipalité ou canton) de la comarque de El Bierzo, dans la province de León, communauté autonome de Castille-et-León, dans le Nord de l'Espagne.
La localité, qui est aussi le chef-lieu du municipio du même nom, est une halte sur le Camino francés du Pèlerinage de Saint-Jacques-de-Compostelle.

## Histoire
En 1605, des mines de fer sont mentionnées dans les environs de Molinaseca.

## Géographie

### Localités voisines
| Nord-ouest Aire industrielle de la Llanada (municipio de Ponferrada)                                             | Nord San Miguel de las Dueñas (es) (municipio de Congosto) Lavoir de minerais - Gato Vivaldi et Calamocos (es) (municipio de Castropodame) | Nord-est Onamio et sa cité minière (municipio de Molinaseca) |
| Ouest Urbanización Patricia (es) et Campo (municipio de Ponferrada)                                              | | Est Paradasolana (municipio de Molinaseca)                   |
| Sud-ouest San Lorenzo del Bierzo, Salas de los Barrios et Lombillo de los Barrios (es) (municipio de Ponferrada) | Sud San Cristóbal de Valdueza (es) et Espinoso de Compludo} (municipio de Ponferrada)                                                      | Sud-est Riego de Ambrós (municipio de Molinaseca)            |

## Divisions administratives
Le municipio de Molinaseca regroupe les localités suivantes :
- El Acebo
- Castrillo del Monte
- Molinaseca (chef-lieu)
- Onamio et son Poblado Minero (cité minière)
- Paradasolana
- Riego de Ambrós
- Folgoso del Monte, (dépeuplé)
- Abesedo

## Démographie
| 1991 |  | 1996 |  | 2001 |  | 2004 |  | 2010 |
| ---- |  | ---- |  | ---- |  | ---- |  | ---- |
| 743  |  | 815  |  | 771  |  | 750  |  | 818  |

## Culture et patrimoine

### Pèlerinage de Compostelle
Par le Camino francés du Pèlerinage de Saint-Jacques-de-Compostelle, le chemin vient de la localité de Riego de Ambrós, dans le même municipio de Molinaseca.
La prochaine halte est la localité de Campo, dans le municipio de Ponferrada, vers l'ouest.

## Sources et références
- (es) Cet article est partiellement ou en totalité issu de l’article de Wikipédia en espagnol intitulé « Molinaseca » (voir la liste des auteurs).
- (fr) Grégoire, J.-Y. & Laborde-Balen, L. , Le Chemin de Saint-Jacques en Espagne - De Saint-Jean-Pied-de-Port à Compostelle - Guide pratique du pèlerin, Rando Éditions, mars 2006,  (ISBN 2-84182-224-9)
- (fr) Camino de Santiago St-Jean-Pied-de-Port - Santiago de Compostela, Michelin et Cie, Manufacture Française des Pneumatiques Michelin, Paris, 2009,  (ISBN 978-2-06-714805-5)
- (fr) Le Chemin de Saint-Jacques Carte Routière, Junta de Castilla y León, Editorial